# Димитрово (Яйський округ)
Дими́трово (рос. Димитрово) — селище у складі Яйського округу Кемеровської області, Росія.

## Населення
Населення — 41 особа (2010; 59 у 2002).
Національний склад (станом на 2002 рік):
- росіяни — 100 %